# Дєрдь Герендаш
Дєрдь Герендаш (угор. György Gerendás, 23 лютого 1954) — угорський ватерполіст.
Олімпійський чемпіон 1976 року, бронзовий призер 1980 року.
Срібний призер Чемпіонату світу з водних видів спорту 1978, 1982 років.
Чемпіон Європи з водного поло 1977 року, срібний призер 1983 року, бронзовий призер 1981 року.